# 42号美国国道
42号美国国道（英語：U.S. Route 42）是一条东西方向的美国国道。该公路连接了肯塔基州路易维尔和俄亥俄州克里夫兰，全长355英里。該公路歷史可以追溯到1926年。